# Wilhelm Michaelsen

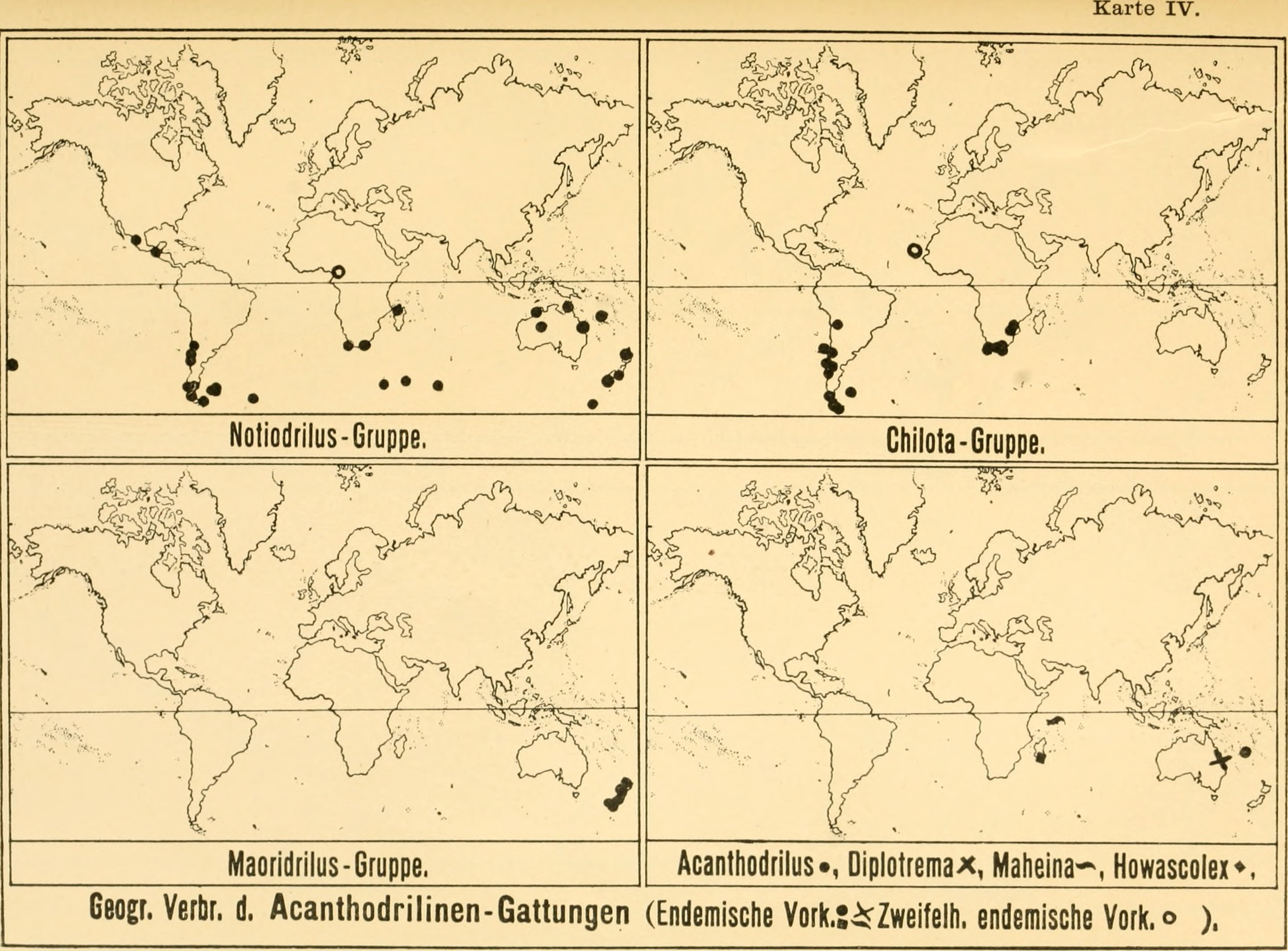
Die geographische Verbreitung der Oligochaeten (1903)

Johann Wilhelm Michaelsen (* 9. Oktober 1860 in Hamburg; † 18. Februar 1937 ebenda) war ein deutscher Zoologe, der sich hauptsächlich mit den Wenigborstern (Oligochaeta) beschäftigte. 

## Leben

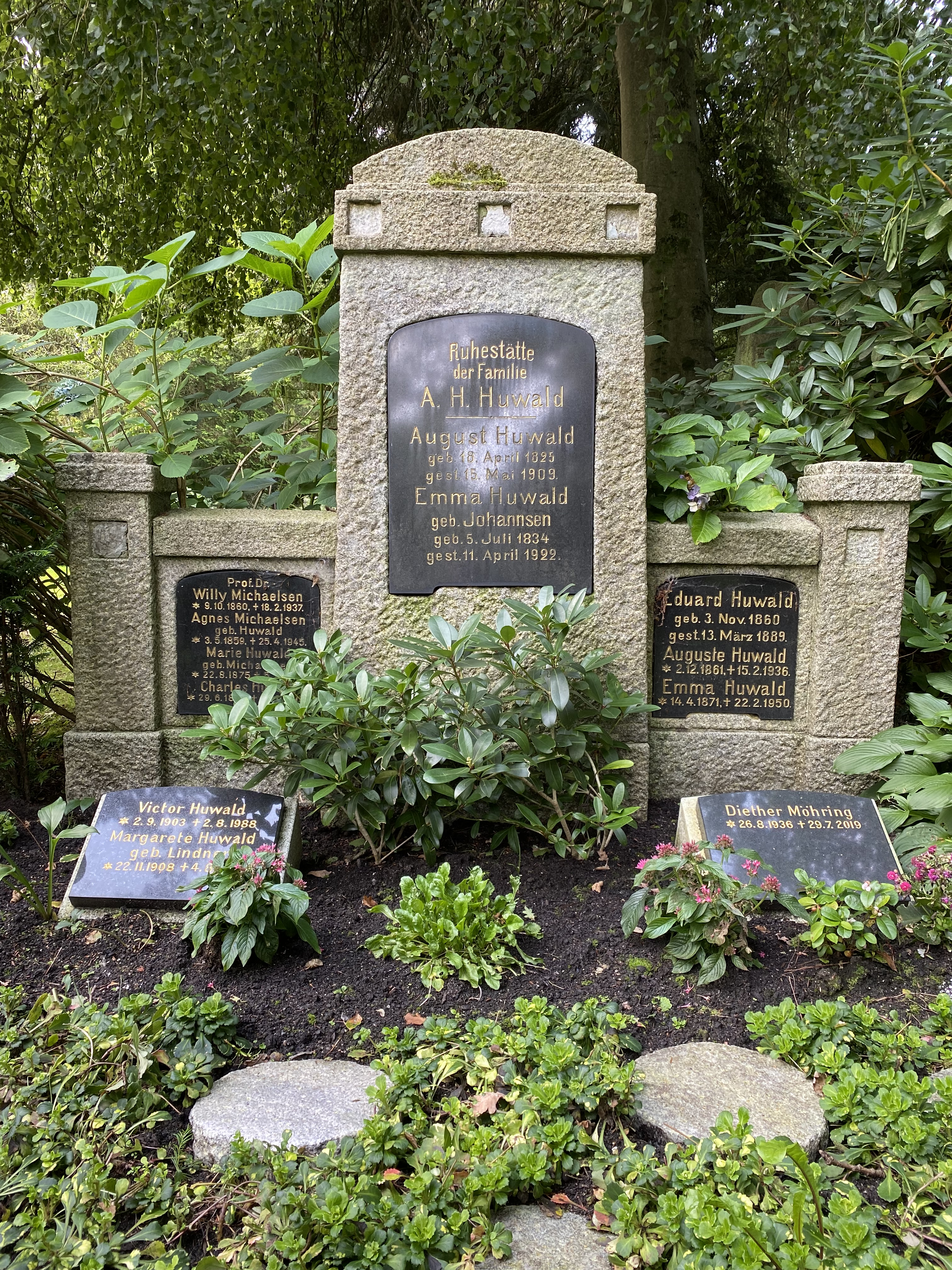
Grabstätte Wilhelm Michaelsen auf dem Ohlsdorfer Friedhof

Michaelsen wurde am 9. Oktober 1860 in Hamburg als Sohn einer Handwerkerfamilie geboren und sollte ursprünglich Ingenieur werden. Bis zu seinem vierzehnten Lebensjahr besuchte er eine Privatschule und anschließend eine Realschule 2. Ordnung, die er im Frühjahr 1878 mit dem Schlussexamen beendete. Bis zum Frühjahr 1879 arbeitete er als Maschinenbauer und absolvierte im Herbst des gleichen Jahres den Vorbereitungskurs für das Polytechnikum. Mit Beginn des Jahres 1880 trat er dann allerdings in eine Realschule 1. Ordnung ein, an der er im Frühjahr 1881 maturierte. In weiterer Folge studierte er Naturwissenschaften, zunächst drei Semester in Leipzig und schließlich sechs Semester in Kiel, wo er 1886 mit einer Arbeit zu Untersuchungen über Enchytraeus Möbii Mich. und andere Enchytraeiden promovierte.
Ab November 1887 war er am Hamburger Zoologischen Museum tätig, zunächst als wissenschaftlicher Hilfsarbeiter, ab dem 1. Januar 1894 als festangestellter Assistent und später als Hauptkustos. 1907 wurde ihm die Professorenwürde verliehen. Er blieb dem Museum treu und war bis zu seinem Tod 1937 wissenschaftlich aktiv.
Michaelsen war verheiratet. Seine Frau Agnes begleitete und unterstützte ihn auf seiner dritten großen Forschungsfahrt. Die Ehe blieb kinderlos.
Johann Wilhelm Michaelsen verstarb nach mehrwöchiger Krankheit am 18. Februar 1937 in Hamburg und wurde auf dem Friedhof Ohlsdorf beigesetzt. Die Grabstätte befindet sich in den Planquadraten R 9/R 10 südlich von Kapelle 1. Sein Tod löste auch international bei seinen Fachkollegen Bestürzung aus. So verfasste etwa Charles Carmichael Arthur Monro einen Nachruf für das englischsprachige Fachmagazin Nature.

## Forschungstätigkeit und Expeditionen
Michaelsens wissenschaftliches Hauptinteresse galt den Wenigborstern, er veröffentlichte aber auch Arbeiten etwa zu den Vielborstern und den Manteltieren. Im Verlauf seiner fast 50-jährigen Karriere veröffentlichte er im Durchschnitt etwa vier Fachpublikationen pro Jahr, in denen er insgesamt mehr als 1000 Taxa beschrieb.
Die Enchyträen-Gattung Buchholzia, benannt nach Reinhold Wilhelm Buchholz, war eines der ersten Taxa, die Michaelsen 1886, noch vor seinem Eintritt beim Hamburger Zoologischen Museum, beschrieben hatte. Am bekanntesten ist jedoch vermutlich der Badische Riesenregenwurm (Lumbricus badensis), den er 1907 zunächst als Lumbricus papillosus var. badensis beschrieben hatte. Michaelsen gilt heute als der Begründer der modernen Systematik der Wenigborster.
Michaelsens wissenschaftliche Arbeit wurde wesentlich durch drei größere Expeditionen geprägt. 1892/93 durchforschte er im Rahmen der „Hamburger Magalhaensischen Sammelreise“ ausgehend von Punta Arenas, Ushuaia und Valdivia die Südspitze Südamerikas. Während der „Hamburger Südwest-Australischen Forschungsreise“ erkundete er 1905 gemeinsam mit Robert Hartmeyer den Südwesten Australiens und 1911/12 schließlich während der „Hamburger deutsch-südwestafrikanischen Studienreise 1911“ auch den Südwesten Afrikas. Nach seiner Ansicht ließen sich die verwandtschaftlichen Beziehungen und Verbreitungsgebiete insbesondere der bodenbewohnenden (terrikolen) Wenigborster in diesen Regionen am einfachsten erklären, wenn man davon ausging, dass die Kontinentalverschiebungstheorie von Alfred Wegener korrekt sei. Wegener integrierte Michaelsens Überlegungen prompt in der zweiten Auflage seines Buches über Die Entstehung der Kontinente und Ozeane.

## Schriften (Auswahl)
- Ueber Chyllusgefässsysteme bei Enchytraeiden. In: Archiv für Mikroskopische Anatomie. Band 28, Nummer 3, 1886, S. 292–304, Tafel XXI, Digitalisat
- Zur Kenntnis der Oligochaeten. In: Abhandlungen und Verhandlungen des Naturwissenschaftlichen Vereins Hamburg. Band 13, 1894, S. 1–37, Digitalisat
- Oligochaeta. R. Friedländer & Sohn, Berlin 1900, Digitalisat
- Die geographische Verbreitung der Oligochaeten. R. Friedländer & Sohn, Berlin 1903, Digitalisat